# Magnolia krusei
Magnolia krusei este o specie de plante din genul Magnolia, familia Magnoliaceae, descrisă de J.Jiménez Ram. și Cruz Durán. Conform Catalogue of Life specia Magnolia krusei nu are subspecii cunoscute.